# Université de Liverpool Hope
L'Université de Liverpool Hope est une université publique située à Liverpool en Angleterre. Fait unique dans l'enseignement supérieur européen, l'université est de tradition œcuménique. L'évêque anglican de Liverpool David Sheppard et l'archevêque catholique de Liverpool Derek Worlock (qui ont donné leur nom à la bibliothèque Sheppard-Worlock de l'université) ont joué un rôle important dans sa formation. Son nom vient de celui de la rue (Hope Street) qui relie les cathédrales anglicane et catholique de la ville, où se déroulent alternativement les cérémonies de remise des diplômes.

## Historique
L'Université de Liverpool Hope (en abrégé LHU) est issue de trois collèges de formation des enseignants : Saint Katharine's College (à l'origine Warrington Training College, collège anglican de formation de professeurs fondé en 1844), Notre Dame College (collège catholique fondé en 1856) et Christ's College (également catholique, fondé en 1964). 
En 1979, les trois collèges se sont alliés devenant les constituants d'un organisme fédératif: le Liverpool Institute of Higher Education (LIHE). L'année suivante, les deux collèges catholiques ont fusionné sous le nom de Christ's and Notre Dame College (CND) et se sont installés sur le site du Christ's College, sur l'avenue Taggart, à Liverpool. Au cours des années 1980, les deux collèges Saint Katharine's et CND ont coexisté sous l'égide du LIHE, des rationalisations étant progressivement opérées pour réduire la duplication des fonctions. Cependant, à côté du plein succès de la rationalisation administrative, il subsistait encore à la fin des années 1980 deux bibliothèques, ainsi que deux chapelles, sur le campus combiné du LIHE, et la vie sociale des étudiants dans les deux collèges restait également en grande partie séparée. En 1990, les collèges ont fusionné et le LIHE est devenu une institution unique. Dans les années 2000, la chapelle de style moderne de l'ancien Christ's College est devenue la seule chapelle du campus, la chapelle de Saint Katharine's étant alors convertie en salle du Sénat).
En 1995, à la suite de changement de statuts imposés notamment par la loi de 1988 sur l'enseignement et l'éducation supérieure, il a été décidé de renommer l'institution, qui a officiellement pris le nom de Liverpool Hope University College (abrégé en Liverpool Hope ou simplement Hope). Hope a obtenu le pouvoir de délivrer des diplômes d'enseignement en 2002 et, trois ans plus tard, le statut d'université à part entière, devenant ainsi la Liverpool Hope University. Gerald Pillay en a été le vice-chancelier et le recteur de 2003 à 2022.

## Situation actuelle

### Composantes
L'université est à la fois un établissement de recherche et d'enseignement intensif. Elle est composée de trois facultés :
- Faculté des arts et sciences humaines
- Faculté d'éducation
- Faculté de sciences et sciences sociales

### Reconnaissance
Hope a obtenu une reconnaissance notable pour son enseignement. À la fin des années 2010, elle a obtenu le statut "gold" dans le cadre d'excellence de l'enseignement (TEF) du gouvernement britannique, et son classement dans les tableaux de classement axés sur l'enseignement est comparable à certaines des universités du Russell Group,.

## Personnalités notables

### Chanceliers
- 2006–2013: baronne Caroline Cox
- 2013–2020: baron Charles Guthrie
- 2020–: Monica Grady (en)

### Rectors/Vice-chanceliers
- 1980–1995: James Burke
- 1995–2003: Simon Lee (en)
- 2003–2022: Gerald Pillay
- 2023- ...: Claire Ozanne

### Arts
- Willy Russell, playwright

### Politics
- David Alton, Baron Alton de Liverpool, membre du parlement pour le parti libéral-démocrate représentant la circonscription de Liverpool Mossley Hill et de Liverpool Edge Hill
- Steve Brine, membre du parlement pour le parti conservateur représentant la circonscription de Winchester
- Paul Nuttall, politicien
- Mike Storey, Baron Storey, président du conseil municipal de  Liverpool

### Sport
- Diane Allahgreen, athlète
- Emma Hayes, entraîneuse du club de football féminin de Chelsea Football Club Women
- Jenny Meadows, athlète